# Janine Devroye
Janine (Nine) Culliford-Devroye (29 maart 1930 – Ukkel, 5 juli 2016) was een Belgisch coloriste, vooral bekend als inkleurster van het werk van haar man, Pierre Culliford (Peyo).
Devroye kwam in 1946 in contact met Pierre Culliford, met wie ze op 9 juni 1951 trouwde. Ze gaf haar job als bankbediende op om assistent te worden van haar man en inkleurster van zijn stripverhalen. Voor het verhaal De fluit met zes smurfen uit de reeks Johan en Pirrewiet bedacht ze de kleur van de Smurfen, voornamelijk door eliminatie, nadat haar man huidskleur al had uitgesloten: groen leek te veel op hun leefomgeving, rood zou te opvallend zijn en geel werd als ongelukskleur beschouwd. Zo kwam ze op de intussen karakteristieke kleur blauw. Naast inkleuren ontfermde ze zich over de jonge tekenaars die Peyo assisteerden, zoals Gos, Derib, François Walthéry en Lucien De Gieter.
Na het overlijden van haar man in 1992 en tot aan haar eigen dood bleef ze de inkleuring van het oeuvre van haar man, dat werd voortgezet onder artistieke supervisie van hun zoon, Thierry, bepalen. Haar naam werd in de albums dan ook vermeld bij de auteurs. Devroye bleef verder nog actief als ambassadeur van Peyo's werk, vooral De Smurfen. Ze gaf geregeld interviews en was vaak aanwezig op evenementen, meestal samen met dochter Véronique, die na Peyo's dood werd belast met de commerciële erfenis.
Ze overleed op 86-jarige leeftijd in Ukkel en werd daar begraven nabij de Sint-Pieterskerk.
- Gemeinsame Normdatei: 1215365594
- International Standard Name Identifier: 0000 0003 9245 890X
- Library of Congress Control Number: no2017031045
- Nationale Bibliotheek van Tsjechië: xx0123125
- Nederlandse Thesaurus van Auteursnamen: 100617719
- Système universitaire de documentation: 197785859
- Virtual International Authority File: 286530901
- WorldCat: E39PBJfRxmw7xYgJKr69dWK8G3